# Tomás Álvarez
 (septembre 2015).
Si vous disposez d'ouvrages ou d'articles de référence ou si vous connaissez des sites web de qualité traitant du thème abordé ici, merci de compléter l'article en donnant les références utiles à sa vérifiabilité et en les liant à la section « Notes et références ».
Tomas Alvarez (1923-2018) est un carme déchaux de la province de Burgos.
Il est né à León en Castille.
Il est ordonné prêtre en 1946.
Il est l'un des plus grands spécialistes de sainte Thérèse d'Avila.

## Œuvres traduites en français
- Sur le chemin de perfection avec Thérèse d'Avila, Collection Carmel Vivant, 2001.
- Entrer dans le château intérieur avec Thérèse d'Avila, Collection Carmel Vivant, 2004.
- Appelés à la Vie avec Thérèse d'Avila, Commentaire de son autobiographie, Collection Carmel Vivant, 2014.